# Национална астрономическа обсерватория ТЮБИТАК
Националната астрономическа обсерватория ТЮБИТАК е националната обсерватория към Съвета за научни и технологични изследвания на Турция. 
Kамира се на връх Бакърлътепе (Bakırlıtepe) в местността Саклъкент (Saklıkent), близо до Анталия. Обсерваторията е открита през 1997 г. Оборудвана е с 5 телескопа: 1.5 m Ritchey-Chrétien-Coude, 1 m Ritchey-Chrétien, 60 cm Ritchey-Chrétien, 41 cm Schmidt-Cassegrain и 45 cm ROTSE IIID.
1.5-метровият Ritchey-Chrétien-Coude телескоп е най-големият в Турция. Той е построен през 1998 г. по силата на подписания протокол между Русия и Турция. Първата светлина телескопът получи през есента на 2001 година. 60% от наблюдателното време на 1.5-метровия телескоп се използва от руски учени, а останалите 40% – от турски астрономи.
MPC код на обсерваторията: A84.